# إيفان أوبولنسكي

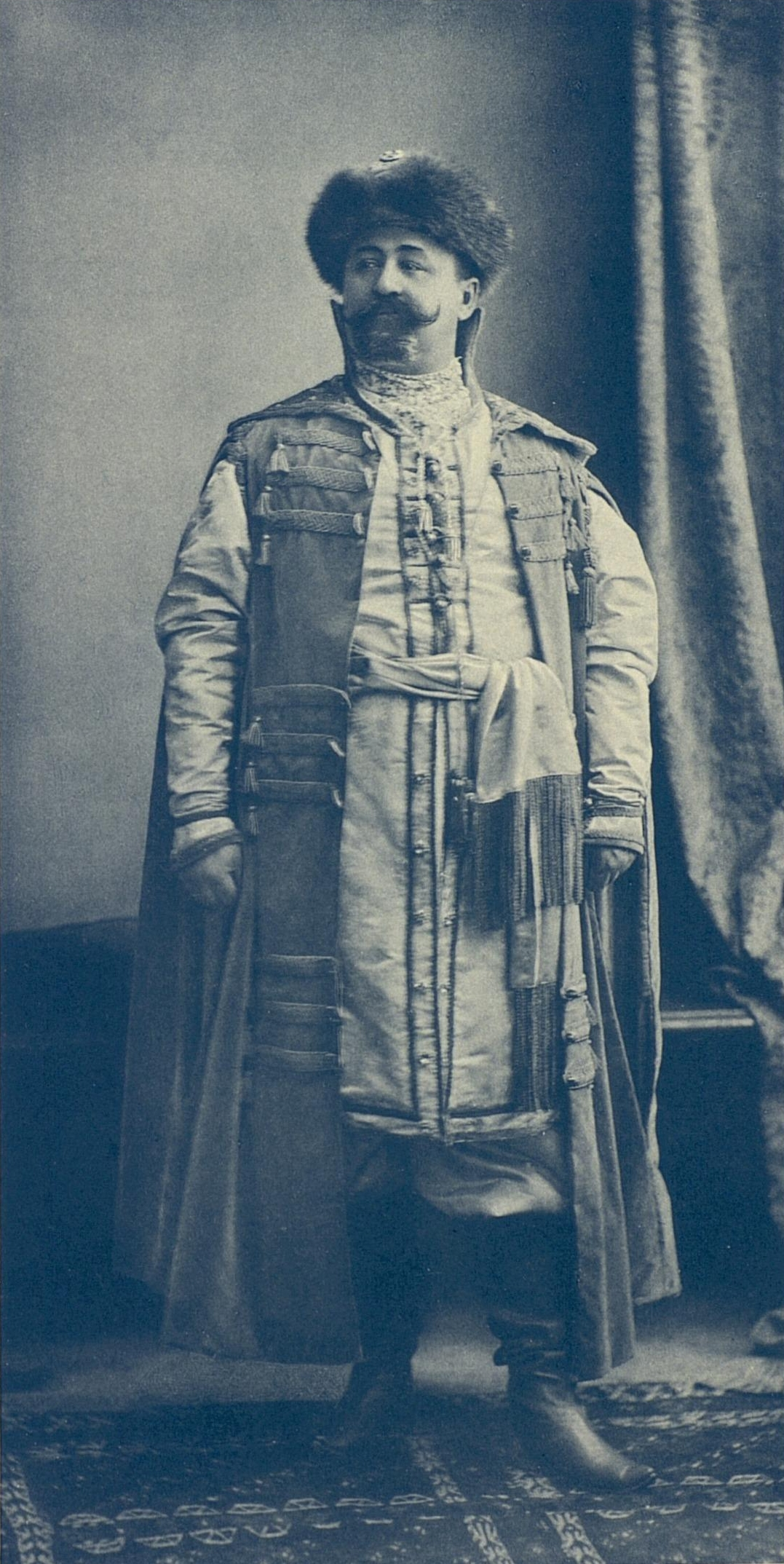
إيفان أوبولنسكي

الأمير ميخائيلوفيتش إيفان أوبولنسكي (Ivan Mihailovitš Obolenski؛ 1853 - 1910) ، جنرال إمبراطوري روسي. شغل منصب حاكم فنلندا العام من 18 أغسطس 1904 إلى 18 نوفمبر 1905 بعد اغتيال سلفه نيكولاي إيفانوفيتش بوبريكوف في يونيو 1904.
كان عضو من عائلة روريك الأميرية التي حكمت أسلافها ذات مرة إحدى  أراضي أوكا العليا. والدته هي الأميرة ماريوارا ستوردزا رومانية المولد ابنة السياسي الروسي ألكسندرو ستوردزا و والده الأمير ميخائيل ألكسندروفيتش أوبولنسكي (1821-1886).
شهدت فترة ولايته الاضطرابات الثورية في كل من روسيا و دوقية فنلندا الكبرى. أدت الثورة الروسية في عام 1905 إلى إضراب عام في فنلندا، و استبدل مجلس فنلندا الإقطاعي ببرلمان فنلندا الحديث.